# Lumi i Thethit
Lumi i Thethit är ett vattendrag i Albanien.   Det ligger i prefekturen Qarku i Shkodrës, i den norra delen av landet, 110 km norr om huvudstaden Tirana.
Omgivningarna runt Lumi i Thethit är en mosaik av jordbruksmark och naturlig växtlighet.  Runt Lumi i Thethit är det ganska tätbefolkat, med 93 invånare per kvadratkilometer.

## Galleri

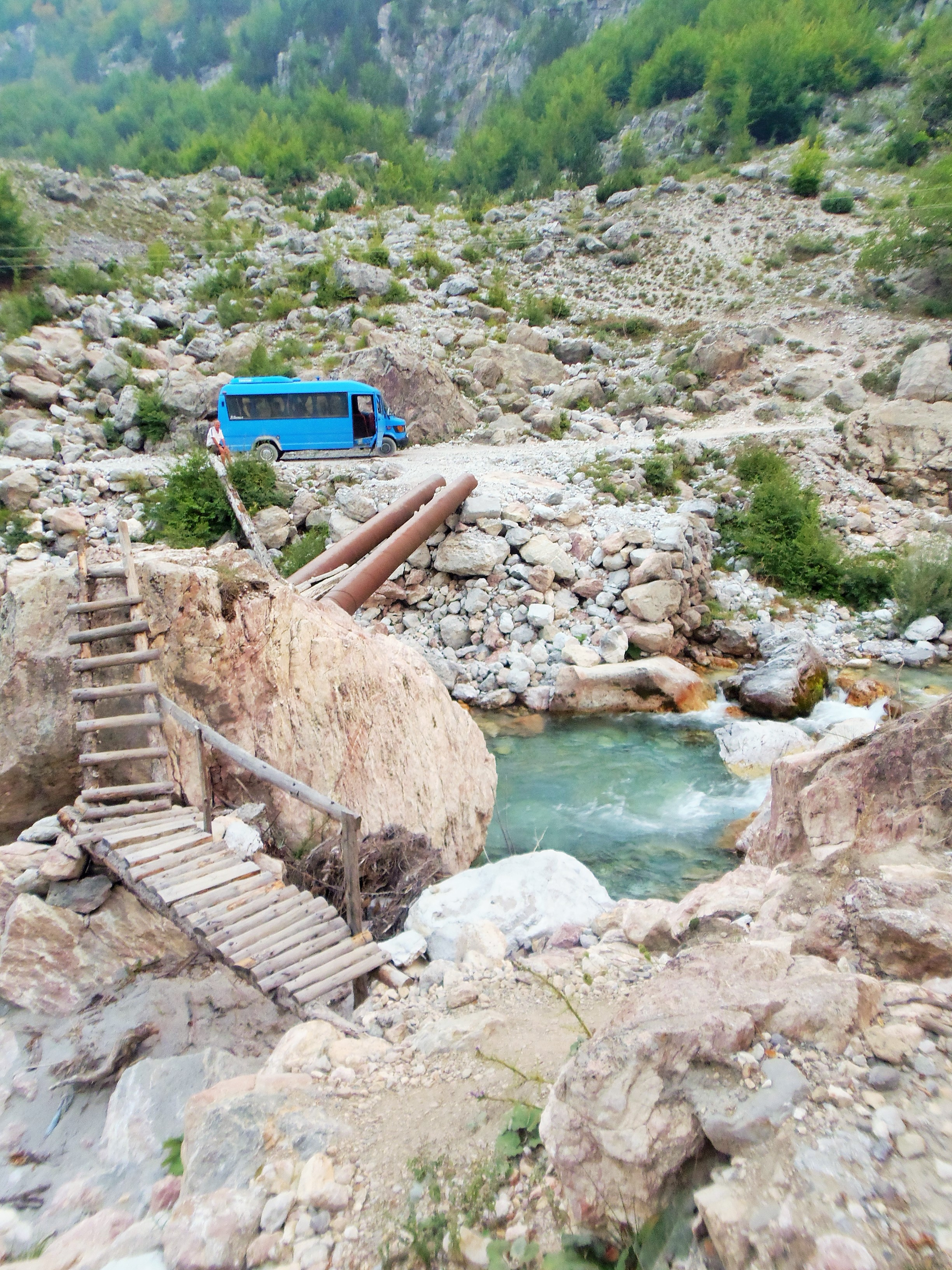
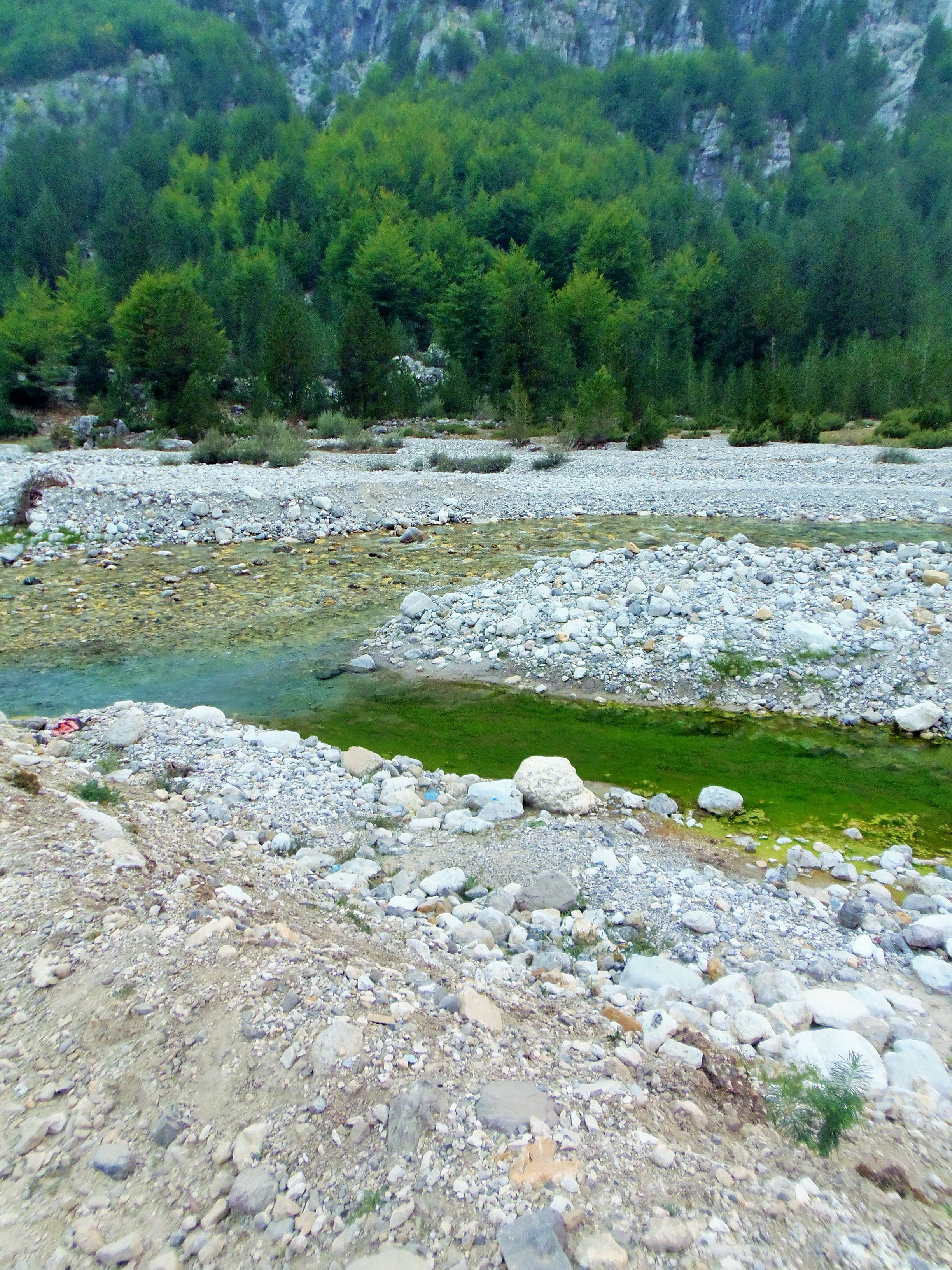
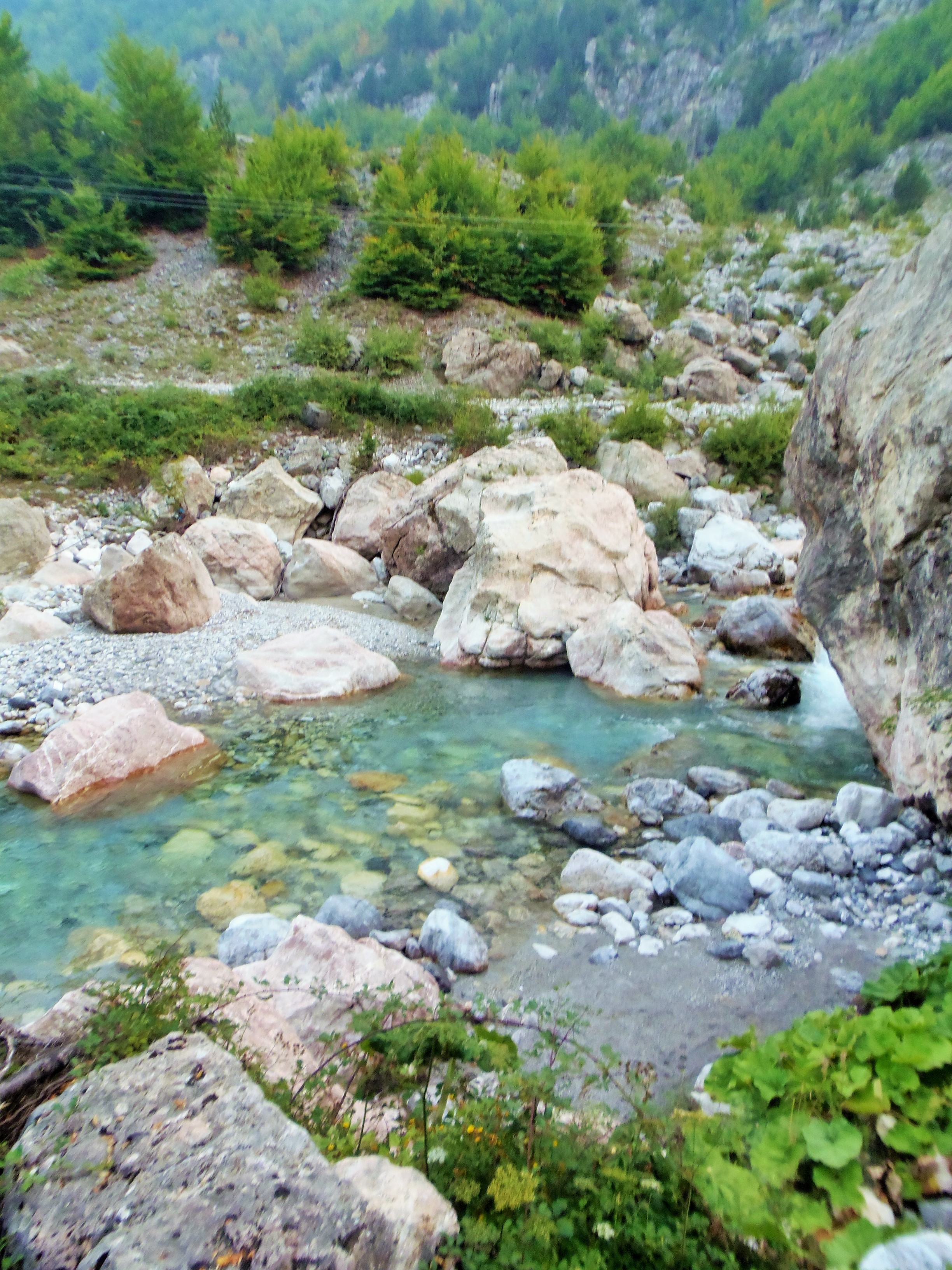
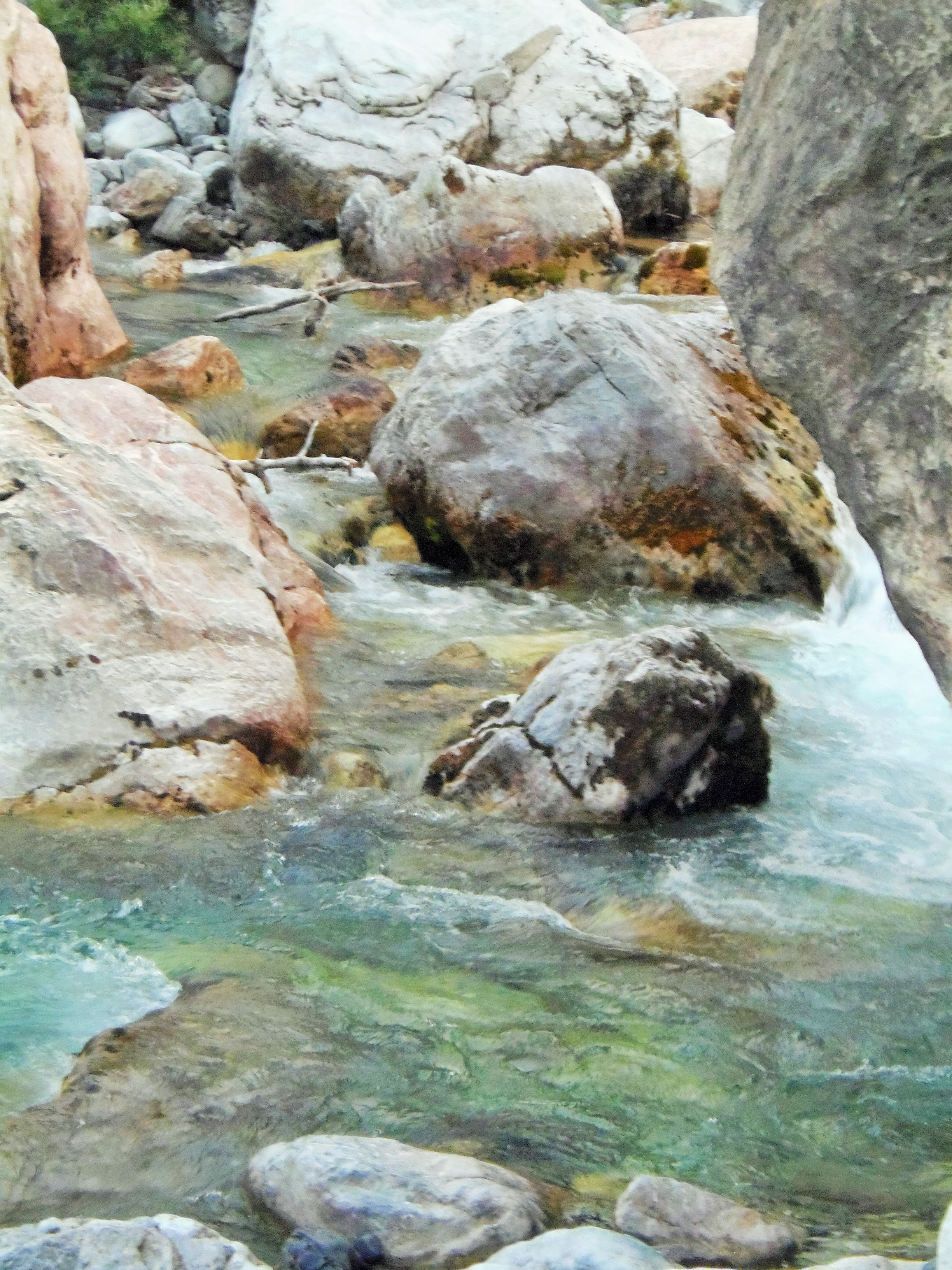
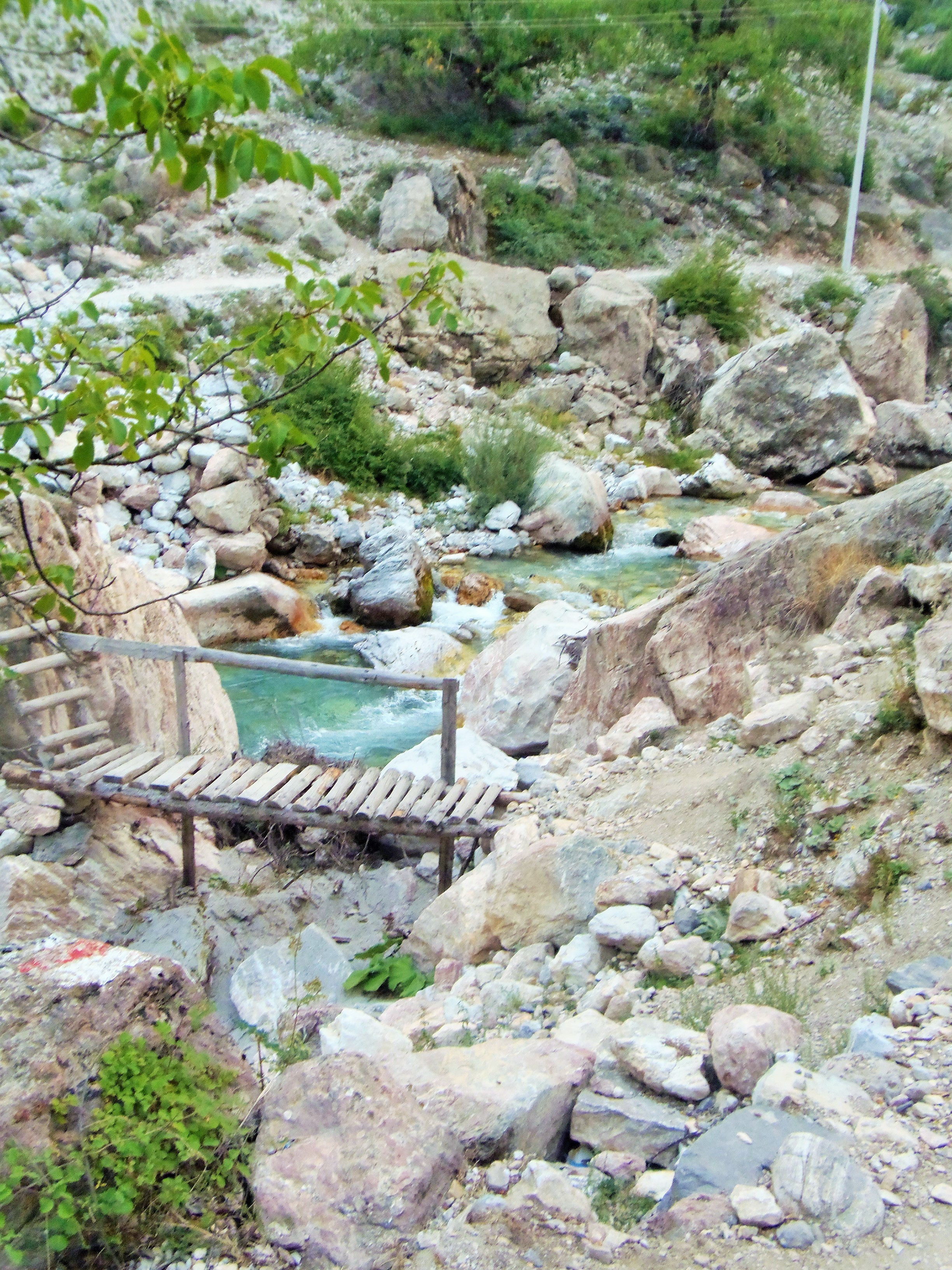